# Anope
Anope è un programma utilizzato da molti server Internet Relay Chat al fine di fornire servizi di supporto agli utenti ed operatori del server. Anope è il software utilizzato da oltre il 70% dei server IRC.

## Cos'è
Gli Anope Services sono programmi in linguaggio C/C++ che si collegano a un determinato server per aggiungere a quest'ultimo varie funzioni. La maggior parte dei server possiede questi tipi di services, anche se alcuni preferiscono versioni più scarne.

### Cosa contiene
Il pacchetto standard fornisce:
- NickServ: Servizio dedito alla gestione e alla sicurezza del proprio nickname;
- ChanServ: Servizio dedito alla gestione, alla sicurezza e alla corretta configurazione dei canali IRC;
- HostServ: Servizio dedito alla gestione e, per gli operatori e amministratori IRC, all'assegnazione dei Virtual Hosts (abb: vhost);
- MemoServ: Servizio dedito alla recapitazione dei messaggi ad utenti che non sono in linea;
- BotServ: Servizio dedito alla gestione dei bot per i canali IRC;
- OperServ: Servizio dedito ai comandi riservati agli operatori e agli amministratori della rete;
- HelpServ: Servizio dedito all'aiuto generale (Non è compreso in tutte le versioni).

### Dove trovarli
Gli Anope Services si possono trovare sul sito della Anope, ed è possibile scaricarli gratuitamente nelle varie versioni.

## Come utilizzarli
Per utilizzarli bisogna impostare correttamente sia le impostazioni degli Anope sia quelli del demone. Il demone consigliato dall'Anope è UnrealIRCd. Il settaggio in cui fare molta attenzione è nell'unrealircd.conf, dove vanno inseriti i link e i poteri correttamente attraverso le u:line.